# 예림
예림(1993년 ~)은 여성 듀오 열두달로 활동했던 대한민국의 가수다. 2018년에 싱글 앨범 [일초하루]로 데뷔했다.

## 방송
- K팝스타 5 (2015) - Top4

## 음반
- 친구에게 (2020)
- Can You Smile (2020)
- 노래 (2020)
- 빨강 네일 (2020)
- 그저 그런 날 (2020)
- 오늘부터 내 모든 날 (2020)
- Mr. Nobody (2020)
- 나는 여전해, 너는 없지만 (2019)
- 아홉 번째 스무 살 (2019)
- Perfume (2019)
- Don't Care (2019)
- 좋아요 안 누를 거야 (2019)
- 무슨 봄이야 (2019)
- 밤에 반해 (2019)
- 영하17도 (2019)
- 텔레파시 (2018)
- 쉬는 날 (2018)
- 일초하루 (2018)